# Zemgales Olimpiskais centrs
Zemgales Olimpiskais centrs je multifunkční sportovní centrum, které se nachází v lotyšském městě Jelgava. Obsahuje vícero sportovišť, mj. atletickou dráhu, fotbalové hřiště s přírodním i umělým trávníkem, BMX dráhu, volejbalové, tenisové, basketbalové a streetballové hřiště. Slouží jako domácí stánek fotbalovému klubu FK Jelgava a basketbalovému klubu BK Jelgava.
Kapacita pro fotbalová utkání je 1 560 míst, inaugurace fotbalového hřiště proběhla 2. září 2010 zápasem mezi domácím týmem FK Jelgava a anglickým Blackpool FC (celý sportovní komplex byl otevřen až v r. 2012).